# Nannosquilla heardi
Nannosquilla heardi är en kräftdjursart som beskrevs av Camp och Manning 1982. Nannosquilla heardi ingår i släktet Nannosquilla och familjen Nannosquillidae. Inga underarter finns listade i Catalogue of Life.